# سرودخوان خوش‌آواز
سرودخوان خوش‌آواز(نام علمی: Vireo gilvus) نام یک گونه از سرده سرودخوان است.